# Université de Canterbury
L'université de Canterbury (en anglais, University of Canterbury, en maori, Te Whare Wānanga o Waitaha) est une université publique néo-zélandaise, fondée en 1873. 
Sa devise est Ergo tua rura manebunt (therefore will your fields remain [yours], vers tiré de la première églogue des Bucoliques de Virgile). Elle est située à Christchurch et compte environ 18 771 étudiants en 2020.

## Personnalités liées à l'université

### Professeurs
Jane Soons (1931-2020), géomorphologue d'origine anglaise a enseigné comme professeure dans cette université jusqu'en 1992. Ses recherches sur l'impact des glaciations sur la géographie néo-zélandaise lui ont valu une reconnaissance internationale.

### Étudiants
- Rita Angus, peintre
- Alice Candy, historienne et universitaire
- Robyn Carston, linguiste
- Eleanor Catton, écrivaine
- Jack Copeland, philosophe
- Rhys Darby, acteur
- Brian Easton, économiste
- Ian Foster, informaticien.
- Rhona Haszard, artiste
- Jock Hobbs, dirigeant de la Fédération néo-zélandaise de rugby et ancien capitaine des All Blacks
- Roy Kerr, mathématicien
- John Key, personnalité politique, premier ministre de Nouvelle-Zélande
- Margaret Mahy, auteur de livres pour enfants
- Ngaio Marsh, auteur et metteur en scène de théâtre
- John McMillan, économiste
- Sam Neill, acteur
- Apirana Ngata, politicien māori
- William Hayward Pickering, directeur du Jet Propulsion Laboratory de la NASA de 1954 à 1976
- Ernest Rutherford, physicien, prix Nobel de chimie 1908
- Feleti Vakaʻuta Sevele, 14e Premier ministre des Tonga
- Beatrice Tinsley, astronome
- Anote Tong, président des Kiribati (2003- )
- Darrell Tryon, linguiste
- Vincent Ward, réalisateur, scénariste
- Elsie Locke, écrivaine